# Ryan Raposo
Ryan Raposo (Hamilton, 1999. március 5. –) kanadai korosztályos válogatott labdarúgó, az amerikai Los Angeles középpályása.

## Pályafutása

### Klubcsapatokban
Raposo a kanadai Hamilton városában született. Az ifjúsági pályafutását a Mount Hamilton, a Toronto és a Burlington csapatában kezdte, majd a Vaughan Azzurri akadémiájánál folytatta.
2017-ben mutatkozott be a Vaughan Azzurri felnőtt keretében. 2020. január 9-én szerződést kötött az észak-amerikai első osztályban szereplő Vancouver Whitecaps együttesével. Először a 2020. március 8-ai, LA Galaxy ellen 1–0-ra megnyert mérkőzés 67. percében, Cristian Dájome cseréjeként lépett pályára. Első gólját 2022. április 3-án, a Sporting Kansas City ellen hazai pályán 1–0-ás győzelemmel zárult találkozón szerezte meg.
2025. február 21-én aláírt a kínai Liaoning Tieren csapatához, ám mielőtt még pályára lépett volna a klub színeiben, április 23-án leigazolta a Los Angeles.

### A válogatottban
Raposo 2021-ben tagja volt a kanadai U23-as válogatottnak.

## Statisztikák
2024. augusztus 8. szerint
| Klub                | Szezon   | Osztály  | Bajnokság | Bajnokság | Kupa  | Kupa | Nemzetközi | Nemzetközi | Összesen | Összesen |
| Klub                | Szezon   | Osztály  | Meccs     | Gól       | Meccs | Gól  | Meccs      | Gól        | Meccs    | Gól      |
| ------------------- | -------- | -------- | --------- | --------- | ----- | ---- | ---------- | ---------- | -------- | -------- |
| Vancouver Whitecaps | 2020     | MLS      | 15        | 0         | 0     | 0    | —          | —          | 15       | 0        |
| Vancouver Whitecaps | 2021     | MLS      | 21        | 0         | 1     | 0    | —          | —          | 22       | 0        |
| Vancouver Whitecaps | 2022     | MLS      | 30        | 2         | 4     | 1    | —          | —          | 34       | 3        |
| Vancouver Whitecaps | 2023     | MLS      | 27        | 0         | 3     | 0    | 6          | 1          | 36       | 1        |
| Vancouver Whitecaps | 2024     | MLS      | 23        | 3         | 2     | 0    | 5          | 0          | 30       | 3        |
| Összesen            | Összesen | Összesen | 116       | 5         | 10    | 1    | 11         | 1          | 137      | 7        |

## Sikerei, díjai
Vancouver Whitecaps
- Kanadai Kupa
  - Győztes (3): 2022, 2023, 2024